# Zelotes pulchellus
Zelotes pulchellus är en spindelart som beskrevs av Abida Butt och Mirza Azher Beg 2004. Zelotes pulchellus ingår i släktet Zelotes och familjen plattbuksspindlar.
Artens utbredningsområde är Pakistan. Inga underarter finns listade i Catalogue of Life.